# Canadian Soccer League
|  | No s'ha de confondre amb Canadian Soccer League I. |

La Canadian Soccer League (CSL) fou la màxima competició de futbol del Canadà. Fou una lliga professional i més tard semi-professional de futbol canadenca. Malgrat ser la lliga més important del país, tres clubs canadencs juguen a lligues superiors amb seu als Estats Units. Aquests són: Toronto FC a la Major League Soccer, Montreal Impact (1992–2011) i Vancouver Whitecaps a la USL.
La CSL era reconeguda com a lliga nacional del Canadà per la FIFA. Només inclou clubs d'Ontario i Quebec, tot i que ha expressat l'interès a crear una divisió al Canadà Occidental vers el 2010.
Des del 2014 fou exclosa de l'Associació Canadenca de Futbol i no és reconeguda per la FIFA.

## Història
Aquesta competició reemplaçà la Canadian Professional Soccer League (CPSL) el 17 de maig de 2006. A més del canvi de nom, es creà una divisió internacional, a més de la tradicional divisió nacional.
La predecessora CPSL s'inicià el 1998 a partir de quatre equips de la Canadian National Soccer League (St. Catharines Wolves, North York Astros, London City, i Toronto Croatia) amb quatre noves franquícies d'expansió (Mississauga, York Region Shooters, Glen Shields i Toronto Olympians).
Les arrels de la CSL se situen l'any 1926 amb la creació de la National Soccer League (NSL). Les principals lligues de futbol al Canadà han estat les següents:
- 1926-1992 - National Soccer League
- 1961-1966 - Eastern Canada Professional Soccer League
- 1983-1983 - Canadian Professional Soccer League
- 1987-1992 - Canadian Soccer League
- 1993-1997 - Canadian National Soccer League
- 1998-2005 - Canadian Professional Soccer League
- 2006-Present - Canadian Soccer League

## Equips participants temporada 2008

### National Division
| Equip                 | Any de fundació | Estadi                | Ciutat                  | President        |
| --------------------- | --------------- | --------------------- | ----------------------- | ---------------- |
| London City           | 1973            | Cove Road Stadium     | London, Ontario         | Ryan Gauss       |
| North York Astros     | 1990            | Esther Shiner Stadium | Toronto, Ontario        | Bruno Ierullo    |
| St. Catharines Wolves | 1977            | Club Roma             | St. Catharines, Ontario | Armand DiFruscio |
| Trois-Rivières Attak  | 2006            | Stade de l'UQTR       | Trois-Rivières, Quebec  | Tony Iannitto    |
| Windsor Border Stars  | 2004            | Windsor Stadium       | Windsor, Ontario        | Jeff Hodgson     |
| Brampton Lions        | 2002            | Victoria Park Stadium | Brampton, Ontario       | Antonio Carvahlo |
| TFC Academy           | 2008            | Lamport Stadium       | Toronto, Ontario        | Earl Cochrane    |

### International Division
| Equip                | Any de fundació | Estadi                     | Ciutat               | President        |
| -------------------- | --------------- | -------------------------- | -------------------- | ---------------- |
| Italia Shooters      | 1998            | St. Joan of Arc Turf Field | Maple, Ontario       | Tony De Thomasis |
| Portugal FC          | 2001            | Lamport Stadium            | Toronto, Ontario     | Isac Cambas      |
| Serbian White Eagles | 1968            | Centennial Park Stadium    | Etobicoke, Ontario   | Dragan Bakoc     |
| Toronto Croatia      | 1956            | Hershey Centre             | Mississauga, Ontario | Joe Pavacic      |

## Historial
- 1998 St. Catharines Wolves (1)
- 1999 Toronto Olympians (1)
- 2000 Toronto Croatia (1)
- 2001 St. Catharines Wolves (2)
- 2002 Ottawa Wizards (1)
- 2003 Brampton Hitmen (1)
- 2004 Toronto Croatia (2)
- 2005 Oakville Blue Devils (1)
- 2006 Italia Shooters (1)
- 2007 Toronto Croatia (3)
- 2008 Serbian White Eagles (1)
- 2009 Trois-Rivières Attak (1)
- 2010 Brantford Galaxy (1)
- 2011 Toronto Croatia (4)
- 2012 Toronto Croatia (5)
- 2013 SC Waterloo Region (1)
- 2014 York Region Shooters (2)
- 2015 Toronto Croatia (6)
- 2016 Serbian White Eagles (2)
- 2017 York Region Shooters (3)
- 2018 FC Vorkuta (1)

## Llistat de clubs
Clubs que han jugat a primera divisió fins 2008.
- York Region Shooters (1998-present; Glen Shields 1998, Glen Shields Sun Devils 1999-01, Vaughan Sun Devils 2002-03, Vaughan Shooters 2004-05, Italia Shooters 2006-08)
- Toronto Croatia (1998-2015)
- Serbian White Eagles (2006-present)
- Brampton United (2002-present; Metro Lions 2002-04, Oakville Blue Devils 2004-06, Canadian Lions 2007, Brampton Lions 2008-11)
- SC Toronto (2001-present; Toronto Supra 2001-05, Toronto Supra Portuguese 2006, Portuguese Supra 2007, Portugal FC 2007-11)
- St. Catharines Wolves (1998-2013)
- North York Astros (1998-2014)
- London City SC (1998-2016)
- Trois-Rivières Attak (2001-2003, 2005-2009; Montreal Dynamites 2001-02, Laval Dynamites 2003)
- Durham Storm (1998-2005; Toronto Oympians 1998-01, Mississauga Olympians 2002-03)
- Windsor Stars (2004-2013; Windsor Border Stars 2004-11)
- Brampton Stallions (2001-2006; Brampton Hitmen 2001-04)
- Brantford Galaxy SC (2010-2012, 2015-)
- TFC Academy (2008-2012)
- Ottawa Wizards (2001-2003)
- Hamilton Thunder (2002-2005)
- SC Waterloo Region (2012-2015, 2017-)
- Montreal Impact Academy (2010-2012)
- Kingston FC (2012-2014)
- Scarborough SC (2015-)
- Mississauga Eagles FC (1998, 2011-2012)
- Durham Flames (1999-2003; Oshawa Flames 1999-00)
- Burlington SC (2013-2015)
- Niagara United (2012-2015)
- Toronto Atomic FC (2015-2016)
- Capital City FC (2011)
- Milton SC (2015-)
- Hamilton Croatia (2010)
- Milltown FC (2010)
- FC Ukraine United (2016)
- FC Vorkuta (2017-)
- Hamilton City SC (2016)
- Royal Toronto FC (2017-)
- Caribbean Selects (2006)